# La Petite Foule
La Petite Foule est un recueil de nouvelles de Christine Angot publié aux éditions Flammarion en 2014.

## Résumé
La Petite Foule se présente sous la forme d'un recueil de courts portraits, narratifs ou descriptifs : le chauffeur de taxi, la femme qui pleure, l'avocat qui dicte son courrier... « Christine Angot écoute les conversations dans les bistrots, dans les cimetières, épie les couples chez eux, dans leur lit, elle répète ce qu’on lui a confié. »
Il est placé sous l'égide d'un épigraphe extrait de la préface des Caractères de La Bruyère : « Je rends au public ce qu'il ma prêté ; j'ai emprunté de lui la manière de cet ouvrage : il est juste que, l'ayant achevé avec toute l'attention pour la vérité dont je suis capable, et qu'il mérite de moi, je lui en fasse la restitution ».

## Autour du livre

### Réception critique
Lors de la parution du recueil, la critique littéraire est divisée. A titre d'exemple, Le Monde, Libération et La Règle du jeu louent les qualités de portraitiste de l'auteure et sa faculté à s'éloigner du « je » autobiographique qu'elle mettait jusqu'ici en scène dans ses ouvrages. Au contraire, d'autres critiques trouvent que le livre « peine à convaincre », c'est le cas de L'Express, de Chronic'art ou encore de la journaliste Natacha Polony, sur le plateau de l'émission On n'est pas couché, qui remettent en cause la crédibilité littéraire de l'ouvrage.

### Lectures publiques
Christine Angot a effectué des lectures publiques du recueil, notamment à la maison de la Poésie, à Paris.

## Éditions
- Éditions Flammarion, 2014, 256 p.  (ISBN 978-2081289161)
- Éditions J'ai lu, 2017, 256 p.